# Rossilhão

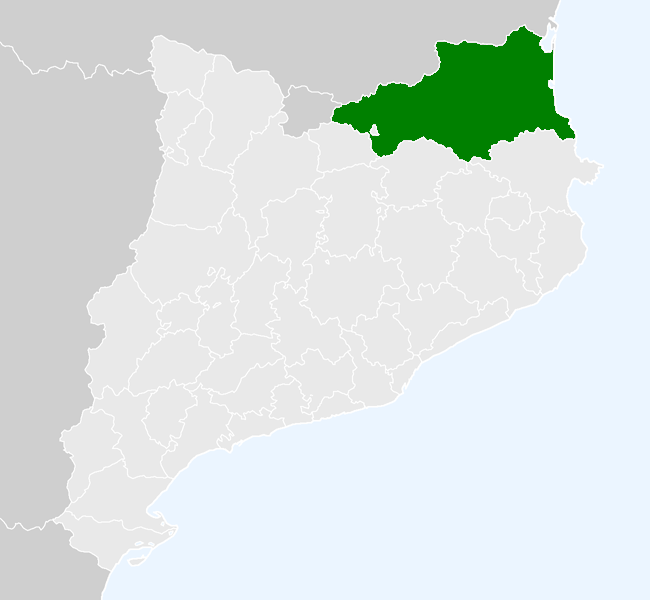
Localização dos Pirenéus Orientais a respeito de Catalunha. Ou seja, o condado do Rousillon com a Fenolheda e a Alta Cerdanha.

Zona de língua catalã nos Pirenéus Orientais. Provavelmente coincida com a extensão de Rousillon

Bandeira de Rossilhão

Rossilhão (em francês: Roussillon, em catalão: Rosselló) é um dos cantões históricos do Principado da Catalunha, correspondente ao atual departamento francês dos de Pirenéus Orientais. É também chamado Catalunha Francesa ou Norte da Catalunha. Inclui também a homônima comarca de Rosselló. 
Província Francesa até à Revolução, Rossilhão deriva seu nome de um local fortificado próximo a Perpinhã chamado Ruscino (Rosceliona, Castel Rossello). O distrito fazia parte da Província Romana de Gália Narbonense de 121 a.C. a 462, quando passou a ser cedida aos Visigodos ao resto da Septimânia para o rei Teodorico II. Seu sucessor, Alarico, lutou com Clovis em 531 retirado para a Hispânia, como um governador na Septimânia.
Durante a Revolução Francesa, o Antigo Regime foi derrubado, e a antiga província de Rossilhão desapareceu. Um novo departamento, o Departamento dos Pirenéus Orientais, foi criado. O nome de Rossilhão contribuiu à região de Languedoque-Rossilhão.

## Outras denominações

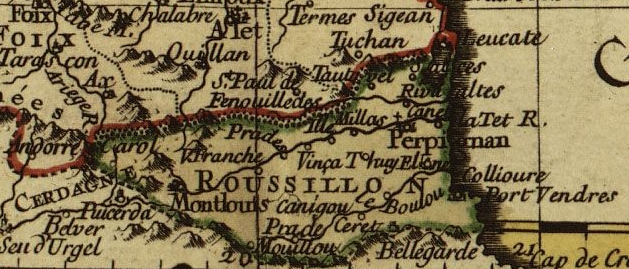
Mapa da província do Rossilhão de 1745. No mapa aprecia-se do lado aragonês.

A denominação "Catalunha do Norte" ("Catalunya del Nord", "Catalogne du Nord"), desconhecida fora da Catalunha, foi cunhada pelo francês Alfons Mias nos anos 1930 e recuperada nos princípios da Transição espanhola por setores catalanistas e a própria Generalitat da Catalunha como "Catalunya Nord". Também o Conselho Geral de Pirenéus Orientais em algumas ocasiões referiu o seu território como "Catalunya Nord". Não é um nome oficialmente reconhecido por nenhum estado.

## Divisão administrativa

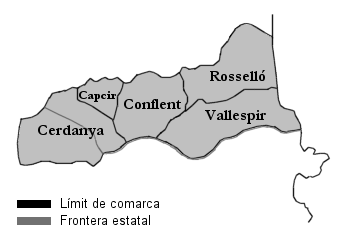
Comarcas do Rossilhão segundo Norbert Font i Sagué. Toponímia em catalão.

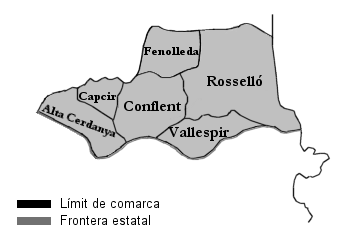
Comarcas do Rossilhão segundo Joan Becat. Toponímia em catalão.

O território do Rossilhão constitui a quase totalidade do departamento de Pirenéus Orientais. O seu território fica dividido entre os três distritos (arrondissements) que constituem o departamento (Perpinhã, Prades e Céret).
Tem havido várias propostas para definir comarcas catalãs no território francês. Estas, no entanto, carecem de qualquer reconhecimento legal ou administrativo, ao contrário das comarcas da Catalunha na Espanha, com pleno reconhecimento jurídico, ao terem sido definidas pelos decretos da Generalitat da Catalunha.
Estas comarcas têm raiz histórica e o seu precedente são as veguerias e subveguerias nas quais dividiu o território Jaime II de Maiorca no século XIV, que em geral (salvo Capcir) se correspondem com senhorios ou viscondados medievais.
A divisão da comarca mais aceite baseia-se num trabalho do século XIX de Norbert Font i Sagué na sua obra Determinació de les comarques naturals i històriques de Catalunya, onde tratava conjuntamente tanto Catalunha quanto o Rossilhão francês e o norte da Faixa de Aragão. Este projeto de divisão da comarca foi premiado nos Jogos Florais de 1897.
Posteriormente, todas as divisões que se propuseram partiram desta, como a proposta feita por Joan Becat no Atlas de Catalunya Nord em 1977, onde restituía a comarca do Rossilhão nas subcomarcas meridionais que Font i Sagué atribuíra a Vallespir. Também inclui a Fenolheda, que faz parte do departamento dos Pirenéus Orientais desde a sua criação em  4 de março de 1790.
Assim, para o Rossilhão foram propostas diversas partições em cinco comarcas que formariam, com Fenolheda, o departamento dos Pirenéus Orientais:
- Rossilhão (92 municípios), com Perpinhã como capital.
- Vallespir (21 municípios), com Céret como capital.
- Conflent (53 municípios), com Prades como capital.
- Capcir (7 municípios), com Formiguères como capital.
- Alta Cerdanha (27 municípios), com Mont-Louis como capital.
- Fenolheda (28 municípios), com Saint-Paul-de-Fenouillet como capital.

## Língua

Comarcas tradicionais do departamento de Pirenéus Orientais. Toponímia em catalão.

O real decreto francês de Luís XIV de 2 de abril de 1700, com data de aplicação de 1 de maio do mesmo ano, proibiu o uso da língua catalã em documentos oficiais, notariais e de outro tipo, sob pena de invalidar o conteúdo. Desde então, o francês continua sendo a única língua oficial, e a única que é empregue no ensinamento público.
Os últimos dados sociolinguísticos da Generalitat da Catalunha  (2004) refletem que o francês é a língua mais falada no Rossilhão, com uma presença minoritária do catalão. Habitualmente fala francês 92% da população, catalão 3,5%, ambos os idiomas cerca de 1%, e finalmente 3,5% que fala outras línguas.
Enquanto a usos linguísticos em diversos âmbitos, 80,5% dos nascidos no Rossilhão falam unicamente francês no âmbito familiar, e 17,3% catalão. Adicionalmente, o âmbito do uso do catalão fica cada vez mais reduzido nas novas gerações e nos imigrantes. Somente 6,3% dos estudantes do Rossilhão falam em catalão. Contudo, a consciência linguística não diminuiu e 62'9% dos habitantes do Rossilhão acredita que as crianças deveriam aprender catalão.

## História
Vifredo I, o primeiro conde de Barcelona que obteve o direito de legar legitimamente os condados aos seus filhos, era natural da povoação de Rià (antigamente Arrià), situada na vila de Prades (Prada de Conflent em catalão), capital histórica do condado do Conflent.
No quadro da Guerra dos Trinta Anos, o mal-estar que gerava na sociedade catalã a presença de tropas, primariamente castelhanas, provoca a sublevação dos camponeses inicialmente contra os terços e os funcionários públicos reais para depois generalizar-se contra todos os fazendeiros e nobres da administração. Finalmente derivou numa revolta de empobrecidos camponeses contra a nobreza e ricos das cidades que também foram atacados. Cientes da sua incapacidade de reduzir a revolta e as suas limitações para dirigir um estado independente, a oligarquia catalã aliou-se com o inimigo de Filipe IV: Luís XIII.
Após a assinatura da Paz de Vestfalia, que reconhecia as Províncias Unidas Holandesas e a Confederação Suíça, o Tratado dos Pirenéus pôs fim ao conflito entre a coroa espanhola e a francesa, concertando-se a França a cessão entre outros do condado do Rossilhão e duma parte do da Cerdanha, todos eles situados na vertente setentrional dos Pirenéus e que as tropas francesas ocuparam em apoio dos sublevados catalães.
A nova administração francesa deu ao território o nome de província do Rossilhão. Em 1790, quando após a Revolução francesa, a Assembleia Nacional decidiu dividir todo o reino em departamentos e suprimir as antigas províncias, a antiga província do Rossilhão ficou no departamento dos Pirenéus Orientais.